# Municipio de Monroe (condado de Perry)
El municipio de Monroe (en inglés: Monroe Township) es un municipio ubicado en el condado de Perry en el estado estadounidense de Ohio. En el año 2010 tenía una población de 1508 habitantes y una densidad poblacional de 17,36 personas por km².

## Geografía
El municipio de Monroe se encuentra ubicado en las coordenadas 39°35′16″N 82°5′16″O / 39.58778, -82.08778. Según la Oficina del Censo de los Estados Unidos, el municipio tiene una superficie total de 86.86 km², de la cual 86,37 km² corresponden a tierra firme y (0,56 %) 0,49 km² es agua.

## Demografía
Según el censo de 2010, había 1508 personas residiendo en el municipio de Monroe. La densidad de población era de 17,36 hab./km². De los 1508 habitantes, el municipio de Monroe estaba compuesto por el 97,02 % blancos, el 0,53 % eran afroamericanos, el 0,4 % eran amerindios y el 2,06 % eran de una mezcla de razas. Del total de la población el 0,27 % eran hispanos o latinos de cualquier raza.